# Общая теория занятости, процента и денег
«Общая теория занятости, процента и денег» — научное произведение Джона Мейнарда Кейнса, впервые изданное в феврале 1936 года, оказавшее большое влияние на развитие экономической науки и экономической политики. Книга считается magnum opus Кейнса, в ней он заложил основную систему и терминологию современной макроэкономики — «функция потребления», «мультипликатор», «принцип эффективного спроса», «предельная эффективность капитала», «предпочтение ликвидности». В книге Кейнс ставил задачу совершить «революцию» (позднее названную «кейнсианской») — показать неверность постулатов классической теории о том, что рыночная экономика естественным образом возвращается к состоянию полной занятости ресурсов после врѐменных шоков.

## Предыстория создания книги
Общая теория, наряду с «Трактатом о деньгах» (1930), составляет по выражению Д. Патинкина, трилогию основных работ Кейнса. По словам Б. Шихана, два тома «Трактата о деньгах» бесценны для разъяснения важных понятий и концепций, использованных впоследствии в Общей теории. При переходе от «Трактата о деньгах» к Общей теории значительное влияние на Кейнса оказал Кембриджский кружок (англ. Cambridge Circus), образованный Ричардом Каном, Пьеро Сраффой, Остином и Джоан Робинсон и Джеймсом Мидом. Важным шагом на пути к Общей теории стала статья Кейнса «Средства процветания» (1933), в которой он использует понятие «мультипликатора» и говорит о том, что для преодоления кризиса нужны инструменты регулирования.

## Содержание книги

### Общая характеристика
По мнению М. Хейза, Общая теория содержит в неявном виде ряд утверждений, которые не были чётко проговорены Кейнсом, поскольку они основывались на парадигме, унаследованной Кейнсом от Маршалла. Кейнс полагал, что эту парадигму будут разделять и его читатели. На практике недопонимание привело к большому количеству споров не по существу. Хейз полагает, что при обсуждении Общей теории необходимо обращаться как к явно сформулированным, так и к «скрытым» утверждениям Кейнса. К «скрытым» утверждениям, составляющим основу Общей теории, Хейз относит следующие:
- Равновесие: занятость находится в постоянном «ежедневном» равновесии, основанном на точке эффективного спроса; равновесие не значит, что все факторы производства заняты или что все ожидания реализованы.
- Конкуренция: конкуренция (как в спросе, так и в предложении) — движущая сила, поддерживающая систему в равновесии; участники рынка считают цены независимыми от их собственных действий.
- Деньги: равновесие отражает не оптимальное распределение факторов производства, а решения работодателей, инвесторов и потребителей по расходованию денег; деньги — интегральная часть теории, а не её «обёртка».
- Ожидания: решения в части производства, потребления и инвестирования основаны на ожиданиях; эффективный спрос во всякий момент корреспондирует с ожиданиями; будущее, особенно отдалённое, неопределённо.
- Ликвидность: ликвидность актива — нечто большее, чем возможность обратить его в деньги, ликвидность предполагает стабильность стоимости актива при изменении ожиданий; деньги ликвиднее облигаций, они оба ликвиднее капитального оборудования[8].

### Книга первая. Введение
Глава 1. Общая теория
Книга озаглавлена как Общая теория, чтобы противопоставить аргументы и выводы Кейнса аргументам и выводам классической экономической теории, поскольку классические постулаты применимы не к общей, а только к особой ситуации, к предельному случаю возможных состояний экономического равновесия.
Глава 2. Постулаты классической экономической теории

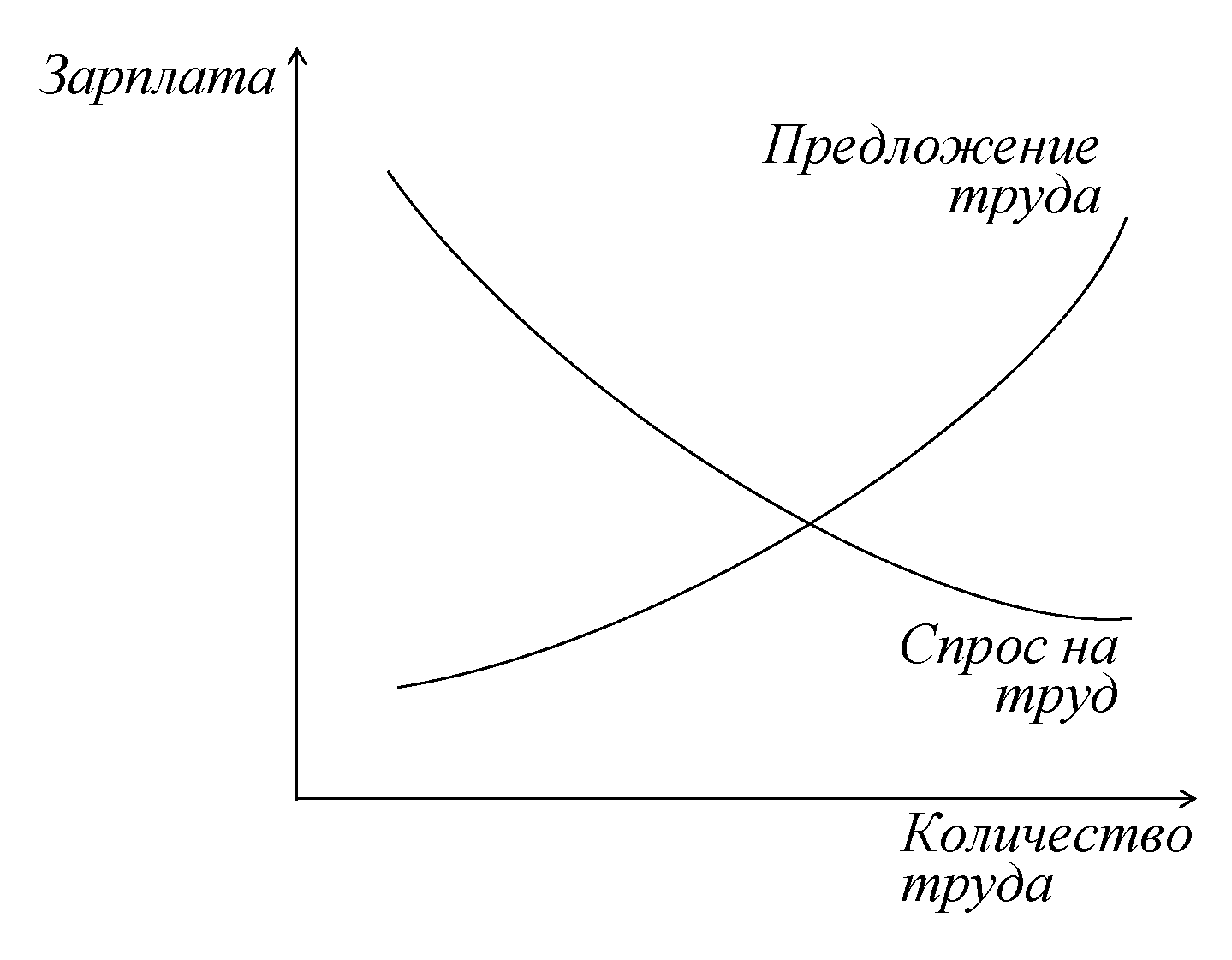
Кривые спроса на труд и предложения труда

Классическая экономическая теория анализирует в первую очередь распределение данного объёма ресурсов между различными сферами деятельности (а также относительное вознаграждение ресурсов и стоимость их продуктов), а не то, чем определяется величина наличных ресурсов (трудоспособное население, объём естественных богатств и капитального оборудования) и их действительная занятость.
В классической теории величина занятости определяется пересечением кривых спроса на труд и предложения труда. Кривые спроса показывают, что спрос на труд и, соответственно, заработная плата снижаются по мере снижения предельного продукта труда («заработная плата равна предельному продукту труда»). Кривые предложения показывают, что по мере роста реальной заработной платы работники готовы предлагать больше труда («полезность заработной платы … равна предельной тягости труда»). Классическая теория допускает только два вида безработицы — фрикционную (связанную с временным нарушением равновесия между спросом и предложением труда) и добровольную (при которой часть работников не выходят на рынок труда, поскольку считают, что зарплата не соответствует тягости труда). Экономисты-классики не допускают «вынужденную» безработицу, поскольку исходят из постулата, что «предложение само порождает спрос». Классическая теория приложима лишь к случаю, когда отсутствует «вынужденная» безработица, то есть к случаю полной занятости.
Глава 3. Принцип эффективного спроса
При анализе совокупной цены спроса и предложения Кейнс учитывает в качестве её составляющих те средства, которыми предприниматели оплачивают факторы производства (факторные издержки), и прибыль (доход) предпринимателей и не учитывает те средства, которые предприниматели выплачивают друг другу или тратят на загрузку оборудования (издержки использования) — чтобы избежать повторного счёта издержек использования в составе совокупного дохода (подробнее см. в Главе 6). Совокупный доход (факторные издержки плюс прибыль) Кейнс называет выручкой.
Предприниматели стремятся довести объём занятости до уровня, при котором они рассчитывают получить наибольшую прибыль. Этот уровень достигается в точке пересечения функции совокупного спроса {\displaystyle D=f(N)} (где {\displaystyle D} — выручка, ожидаемая предпринимателями при занятости {\displaystyle N}) и функции совокупного предложения {\displaystyle Z=\varphi (N)} (где {\displaystyle Z} — совокупная цена предложения продукции при занятости {\displaystyle N}). Величину {\displaystyle D} в этой точке Кейнс называет эффективным спросом. Эффективный спрос {\displaystyle D} равен сумме ожидаемых расходов общества на потребление {\displaystyle D_{1}} и ожидаемых расходов общества на новые инвестиции {\displaystyle D_{2}}. Суть общей теории занятости состоит в исследовании различных факторов, которые влияют на функции совокупного спроса {\displaystyle D} и совокупного предложения {\displaystyle Z}. Ошибка классической (рикардианской) теории состоит в том, что она утверждает, что {\displaystyle f(N)} и {\displaystyle \varphi (N)} равны друг другу при любой величине {\displaystyle N}.

Мальтус, правда, страстно возражал против доктрины Рикардо о невозможности недостатка эффективного спроса, однако тщетно. Мальтус не сумел четко объяснить, как и почему эффективный спрос может быть недостаточным или избыточным. Он только ссылался на факты, правда общеизвестные, и не разработал собственной теории. Рикардо покорил Англию столь же полно, как святая инквизиция покорила Испанию. Не только его теория была принята Сити, государственными деятелями и академическим миром, но даже самый спор прекратился. Альтернативная точка зрения совершенно исчезла, её просто перестали обсуждать. Великая загадка эффективного спроса, за решение которой столь рьяно взялся было Мальтус, улетучилась из экономической литературы. Вы ни разу не найдете упоминания о ней во всех сочинениях Маршалла, Эджуорта и проф. Пигу — авторов, которым классическая теория обязана своим наиболее зрелым воплощением. Она могла жить лишь украдкой, в подполье, на задворках у Карла Маркса, Сильвио Гезелла или майора Дугласа.

Краткое изложение общей теории
В Главе 3 Кейнс также даёт краткое изложение всей своей теории.
Согласно Элвину Хансену, во второй и третьей главах Кейнс подвергает критике два ключевых положения ортодоксальной теории: (1) можно полагаться на ставку процента для приведения в равновесие инвестиций и сбережений, каковое равновесие гарантирует полную занятость ресурсов и (2) независимо от состояния спроса, изменения в заработной плате всегда гарантируют полную занятость.

### Книга вторая. Определения и понятия
Книга вторая представляет собой известное отступление от основной темы. В ней разрешаются три трудности, которые мешали Кейнсу при написании Общей теории: выбор единиц измерения, пригодных для исследования экономической системы в целом; роль ожиданий в экономическом анализе; определение дохода.
Глава 4. Выбор единиц измерения
На примерах понятий национального дохода, запаса реального капитала и общего уровня цен Кейнс, как он говорит, показывает, что единицы измерения, которыми обычно пользуются экономисты, неудовлетворительны. Поэтому для теории занятости он пользуется только двумя измерениями совокупных объёмов: (1) выраженной в деньгах суммой ценностей (денежной единицей) и (2) объёмом занятости; при этом объём занятости меряется часами неквалифицированного труда (единицей труда), а квалифицированный труд пересчитывается в неквалифицированный в соответствии с соотношением в их оплате. Денежную заработную плату за единицу труда Кейнс называет единицей заработной платы. Другие совокупные показатели Кейнс предлагает использовать для приблизительных исторических и статистических сопоставлений.
Глава 5. Ожидания как фактор, определяющий размеры производства и занятость
Поскольку производство продукции требует времени, при определении объёмов производства и занятости предприниматели руководствуются своими ожиданиями относительно будущих цен и объёмов продажи. Фактически достигнутые результаты производства и продажи влияют на занятость постольку, поскольку они влияют на краткосрочные ожидания предпринимателей. Краткосрочные ожидания определяют уровень загрузки имеющегося капитального оборудования. Долгосрочные ожидания определяют, сколько капитального оборудования есть у предпринимателя. Таким образом, решения о капиталовложениях, принятые в прошлом, влияют на текущий объём занятости.
Согласно Хейзу, чрезмерная краткость Главы 5 является основным препятствием для понимания Общей теории и основным источником путаницы, поскольку именно в этой главе Кейнс даёт своё понимание времени, на котором основана вся остальная теоретическая конструкция.
Глава 6. Определение дохода, сбережений и инвестиций
Кейнс определяет доход двумя способами. Согласно первому способу, связанному с производством, доход предпринимателя за период равен {\displaystyle A-U-F}, где {\displaystyle A} — стоимость проданной продукции за период, {\displaystyle U} — издержки использования, {\displaystyle F} — факторные издержки (доходы остальных факторов производства, то есть остальной части общества, кроме предпринимателей). При этом издержки использования {\displaystyle U} рассчитываются по формуле {\displaystyle (G'-B')-(G-A_{1})}, где {\displaystyle G'} — стоимость капитального имущества (активов) предпринимателя на конец периода при условии, что он не стал бы пользоваться этими активами для производства, {\displaystyle B'} — расходы на содержание и улучшение активов, если бы они не использовались, {\displaystyle G} — стоимость капитального оборудования (включая оборотный капитал) на конец периода производства, {\displaystyle A_{1}} — расходы на покупку готовой продукции для ведения производства у других предпринимателей. Сумму {\displaystyle U} и {\displaystyle F} Кейнс называет первичными издержками. Согласно второму способу, связанному с потреблением, совокупный чистый доход (то есть чистый доход предпринимателей и остальной части общества) равен {\displaystyle A-U-V}, где {\displaystyle V} — добавочные издержки, превышение ожидаемого обесценения капитального оборудования над издержками использования, связанное с нормальным износом оборудования и страхуемыми рисками. Добавочные издержки влияют на принятие решений о величине потребления. Определение чистого дохода соответствует, по словам Кейнса, определению национального дохода.
Сбережение за период представляет собой превышение дохода над потребительскими расходами. Поскольку доход равен {\displaystyle A-U}, а потребление {\displaystyle A-A_{1}}, то сбережение равно {\displaystyle A_{1}-U}. Чистое сбережение равно превышению чистого дохода над потреблением, или {\displaystyle A_{1}-U-V}. Текущие инвестиции равны приросту ценности капитального имущества за период. Таким образом, текущие инвестиции равны сбережениям, чистые инвестиции равны чистым сбережениям.
Приложение к главе 6. Об издержках использования
Если обозначить инвестиции как {\displaystyle I}, то издержки использования можно определить как {\displaystyle A_{1}-I}. Издержки использования можно определить также как уменьшение ценности оборудования, вызванное его использованием, по сравнению с его ценностью в случае, если бы оно не использовалось в производстве. Предельные издержки использования определяют готовность предпринимателя загружать оборудование (либо демонтировать оборудование в случае его избыточности) и цену предложения. При рассмотрении цены предложения совокупной продукции бывает удобно исключить из рассмотрения издержки использования. Однако они должны быть учтены при рассмотрении цены предложения отрасли или фирмы.
Глава 7. Содержание категорий сбережения и инвестирования: дальнейший анализ
Кейнс отмечает, что некоторые авторы считают, что инвестиции и сбережения могут не совпадать между собой. При этом есть единодушие в определении сбережений (как превышения дохода над расходами на потребление) и расходов на потребление. Различия имеются только в определении инвестиций и дохода. Кейнс также разбирает взгляды, согласно которым банки, выдавая кредиты, делают возможными инвестиции, котором не соответствует никакое сбережение.

### Книга третья. Склонность к потреблению
В книге третьей Кейнс возвращается к основной теме работы — чем определяется объём занятости. Объём занятости соответствует точке пересечения кривых совокупного предложения и совокупного спроса. По словам Кейнса, экономисты недооценивают роль функции совокупного спроса. Функция совокупного спроса влияет на ожидаемую выручку при данном уровне занятости двумя своими компонентами — расходами на потребление (разбираются в книге третьей) и расходами на инвестирование (рассматриваются в книге четвёртой).
Глава 8. Склонность к потреблению: I — объективные факторы
Кейнс вводит понятие склонность к потреблению как функциональную зависимость {\displaystyle C_{w}=\chi (Y_{w})}, где {\displaystyle \chi } — склонность к потреблению, {\displaystyle Y_{w}} — уровень дохода, выраженный в единицах заработной платы {\displaystyle W}, {\displaystyle C_{w}} — часть дохода, которая затрачивается на потребление. Склонность к потреблению зависит от субъективных факторов (особенностей человеческой психологии и общественных институтов, которые в обычной ситуации остаются неизменными в коротком периоде) и объективных факторов, которые могут меняться в коротком периоде времени.
К числу объективных факторов Кейнс относит:
- Изменение единицы заработной платы. При увеличении объёма продукции (из-за убывающей доходности) реальный доход растёт медленнее, чем доход, измеряемый в единицах заработной платы.
- Изменение в разнице между доходом и чистым доходом.
- Непредвиденные изменения в денежной ценности богатства. Данный фактор в особенности влияет на потребление имущих групп.
- Изменения в пропорции обмена настоящих благ на будущие. Этот фактор можно приблизительно обозначить как влияние нормы процента. Сюда же относятся ситуации полной неизвестности относительно будущего.
- Изменения в фискальной политике: как в отношении налогов на доходы, прибыль, наследство, так и в отношении перераспределения доходов[англ.] и государственного долга.
- Изменения в ожиданиях о соотношении текущего и будущего дохода.

Объективные факторы в разной степени влияют на склонность к потреблению, однако при прочих данных условиях склонность к потреблению остаётся довольно устойчивой функцией. Поэтому решающей переменной, которая влияет на потребительские компоненты совокупного спроса, является величина совокупного дохода. Основной психологический закон состоит в том, что с ростом доходов люди увеличивают потребление, но не в той же мере, в которой растёт их доход. И обратно, при снижении реального дохода вследствие сокращения занятости потребление снижается в меньшей степени, чем доход: частные лица и организации начинают расходовать свои финансовые резервы, а государство вольно или невольно оказывается втянуто в бюджетный дефицит. Разница между чистым доходом и расходами на потребление должна покрываться за счет чистых инвестиций. Однако после периодов активного инвестирования в основной капитал формируются значительные финансовые отчисления — фонды погашения (являющиеся частью добавочных издержек) и амортизационные отчисления (входящие в состав издержек использования). Эти финансовые отчисления уменьшают текущий эффективный спрос и чистый доход, для поглощения этих финансовых фондов требуются большие объёмы новых инвестиций. Кейнс показывает, как интенсивное накопление финансовых фондов в США и Великобритании привело к кризису 1929 года, а резкое снижение новых инвестиций, ставшее следствием кризиса, не позволило восстановить эффективный спрос и занятость.
Всякая экономическая деятельность в конечном счете имеет своей единственной целью потребление. Кейнс пишет, что при современной ему общественной и коммерческой организации финансовое обеспечение будущего потребления отделено от его реального обеспечения. Безработица — это снижение доходов, при котором потребление отстаёт от доходов не больше чем на стоимость такой продукции, предназначенной для будущего потребления, которую выгодно производить сейчас. Как говорит Кейнс, «всякий раз, как только мы обеспечиваем сегодняшнее равновесие путём увеличения инвестиций, мы усугубляем трудности, связанные с обеспечением завтрашнего равновесия».
Глава 9. Склонность к потреблению: II — субъективные факторы

Cклонность к потреблению и склонность к сбережению как функции дохода

Кейнс перечисляет субъективные факторы, влияющие на склонность к потреблению (и к сбережению) людей, правительств и корпораций. Эти факторы оказывают сравнительно медленное воздействие на склонность к потреблению. Норма процента не влияет на склонность к потреблению, но влияет на фактическое потребление и сбережения через изменение дохода. Рост нормы процента относительно предельной эффективности капитала (при той же кривой спроса на инвестиции) ведёт к снижению инвестиций и, соответственно, к снижению дохода до такой степени, чтобы уменьшающающиеся сбережения уравновешивали снижающиеся инвестиции. В ситуации, когда норма процента не регулируется с целью обеспечения полной занятости, субъективные факторы не оказывают существенного влияния на объём сбережений.
По мнению Генри Хэзлитта, на протяжении всей книги Кейнс последовательно впадает в заблуждение: когда рассматривает влияние нормы процента только на заёмщиков, но не на займодавцев; когда много говорит о склонности к потреблению, но не о склонности к труду; одним словом, когда он «однобоко» сосредотачивается только на одной стороне каждого типа трансакций. По мнению Хэзлитта, эта «однобокость» составляет сущность «кейнсианской революции».
Глава 10. Предельная склонность к потреблению и мультипликатор
Совокупное потребление, выраженное в единицах заработной платы {\displaystyle C_{w}}, увеличивается или уменьшается в том же направлении, что и совокупные реальные доходы {\displaystyle Y_{w}}, но не с такой быстротой: величины {\displaystyle \Delta C_{w}} и {\displaystyle \Delta Y_{w}} имеют одинаковый знак, но {\displaystyle \Delta Y_{w}>\Delta C_{w}}. «Иными словами, по мере того как реальный доход возрастает, общество желает потреблять постоянно уменьшающуюся его часть». Кейнс определяет предельную склонность к потреблению как {\displaystyle {\frac {dC_{w}}{dY_{w}}}}. Эта величина показывает, как увеличение продукции {\displaystyle \Delta Y_{w}} делится на увеличение потребления {\displaystyle \Delta C_{w}} и увеличение инвестиций {\displaystyle \Delta I_{w}}. Мультипликатор инвестиций {\displaystyle k} в формуле {\displaystyle \Delta Y_{w}=k\Delta I_{w}} показывает, насколько вырастет доход при данном увеличении инвестиций. Если мультипликатор занятости Кана показывает, насколько вырастет совокупная занятость в случае увеличения первичной занятости, то мультипликатор инвестиций Кейнса показывает, насколько вырастет совокупный доход при данных инвестициях. «Стремление населения потребить часть своих возросших доходов будет стимулировать расширение производства до тех пор, пока новый уровень (и новое распределение) доходов не обеспечат возможностей для накопления из текущих доходов сбережений, величина которых соответствует увеличившимся размерам инвестиций». Если предельная склонность к потреблению близка к единице, небольшие изменения в инвестициях вызывают значительные колебания в уровне занятости (и сравнительно небольшие инвестиции позволяют добиться полной занятости); если же она близка к нулю, то для изменения занятости требуются значительные инвестиции. Изменения в занятости зависят также от доли внешней торговли в потреблении и от того, не снижают ли государственные инвестиции стимулы к инвестированию в частном секторе.

### Книга четвёртая. Побуждение к инвестированию
Глава 11. Предельная эффективность капитала
Кейнс определяет предельную эффективность капитала как наибольшую из норм дисконта, при которых текущая стоимость ряда годовых доходов от данного вида капитального имущества {\displaystyle Q_{1},Q_{2},...,Q_{n}} (ожидаемый доход от инвестиций) уравнивается с ценой, по которой производитель готов произвести дополнительную единицу этого капитального имущества (цена предложения). Предельная эффективность капитала снижается по мере увеличения инвестиций — как из-за уменьшения ожидаемых доходов, так и из-за роста цены предложения, при этом величина инвестиций стремится вдоль кривой инвестиционного спроса к точке, в которой предельная эффективность капитала сравняется с рыночной нормой процента. Для каждого вида капитала можно построить график убывания его предельной эффективности, а объединённый график для всех видов капитала Кейнс называет графиком предельной эффективности капитала или графиком инвестиционного спроса. Предельная эффективность капитала зависит именно от ожиданий относительно будущих доходов на капитал. При этом ожидание роста цен (снижения ценности денег) стимулирует инвестиции постольку, поскольку при этом не ожидается рост нормы процента, соразмерный росту предельной эффективности капитала. И обратно, ожидание снижения цен (роста ценности денег) приводит к снижению инвестиций. «Именно из-за существования оборудования с длительным сроком службы в области экономики будущее связано с настоящим».
Глава 12. Состояние долгосрочных ожиданий
Расчёты ожидаемого дохода основываются как на действительных фактах, так и на субъективных долгосрочных ожиданиях относительно запасов капитального имущества и вкусов потребителей, будущих размеров эффективного спроса и изменений денежной заработной платы. Поскольку будущее неопределённо, действительные факты играют непропорционально большую роль в расчётах. При расчёте ожидаемого дохода большое значение имеет состояние уверенности или доверия (англ. confidence) как один из главных факторов, определяющих график инвестиционного спроса. Поскольку опыт показывает, что точные расчёты на будущее составить нельзя, то готовность инвестировать определяется возможностью быстрого выхода из инвестиций (например, путём продажи акций на бирже). Однако ликвидность инвестиций приводит к большим колебаниям на бирже и стремлению инвесторов зарабатывать за счёт того, чтобы угадать психологию рынка, а не спрогнозировать доход от имущества за весь срок его службы (первое Кейнс называет спекуляцией, второе — предпринимательством). На действия инвесторов больше влияют не рациональные расчёты, а дух жизнерадостности (англ. animal spirits) и стадное чувство, так что в момент резкого изменения настроений потеря уверенности приводит к всеобщему бегству в ликвидность.
Единственным радикальным средством против кризиса уверенности (confidence), приносящего столько бед экономике современного мира, было бы оставить индивидууму лишь выбор между потреблением своего дохода и заказом на производство конкретного капитального имущества (…) Возможно, временами, когда его обуревают особенно сильные сомнения относительно будущего, это склонит индивидуума к тому, чтобы больше потреблять и меньше инвестировать. Но чего можно было бы избежать, так это гибельных, все более накапливающихся и далеко идущих последствий, проистекающих из того, что он сейчас может, если находится во власти сомнений, не тратить свой доход ни на то, ни на другое.
Глава 13. Общая теория нормы процента
С точки зрения Кейнса, норма процента — это плата владельцам денег за то, чтобы расстаться с деньгами и ликвидностью на определённый период. Иными словами, процент — это не вознаграждение за отказ от потребления и сбережение денег, а вознаграждение за отказ от распоряжения деньгами в течение оговорённого времени в обмен на долговые обязательства, будущая цена которых зависит от рыночной конъюнктуры, то есть подвержена неопределённости. Таким образом, количество денег, которое люди желают иметь в наличной форме, — это ещё один фактор, определяющий норму процента. Если {\displaystyle r} — норма процента, {\displaystyle M} — количество денег, {\displaystyle L} — функция предпочтения ликвидности, то {\displaystyle M=L(r)}. Предпочтение ликвидности определяется не рациональными расчётами относительно будущих процентных ставок (которые остаются неопределёнными), а рыночной оценкой, определяемой массовой психологией. Отдельные индивиды держат часть денег в ликвидной форме для текущих расчетов (мотив обращения), для обеспечения будущих расчетов (мотив предосторожности), и из-за стремления угадать будущие процентные ставки точнее рынка (спекулятивный мотив).
Глава 14. Классическая теория нормы процента
В классической теории норма процента определяет точку равновесия сбережений и инвестиций. При этом классическая теория, по мнению Кейнса, игнорирует тот факт, что точка равновесия зависит от уровня дохода и что уровень дохода является не фиксированной заданной величиной, а зависит от величины инвестиций. Поскольку сумма, сберегаемая из данного дохода, не обязательно должна расти при увеличении нормы процента, то для того, чтобы определить, как изменится кривая сбережений из дохода {\displaystyle Y} при изменении кривой инвестиционного спроса, нужно дополнительно учитывать состояние предпочтения ликвидности и количество денег. То есть для определения новой точки равновесия между сбережениями и инвестициями нужно понять, как изменится норма процента, чтобы доход остался неизменным, либо понять, как изменится уровень дохода при известной из других источников норме процента. Независимыми (друг от друга) переменными в этой системе, на взгляд Кейнса, являются склонность к потреблению, график предельной эффективности капитала и норма процента. График предельной эффективности капитала не задаёт норму процента, а показывает, к какому уровню стремится объём новых инвестиций при данной норме процента.

Читатель, конечно, согласится с тем, что рассматриваемая здесь проблема имеет коренное теоретическое значение и огромную практическую важность. Ведь экономический принцип, на котором почти неизменно основывались практические рецепты экономистов, заключается, в сущности, в том, что при прочих равных условиях уменьшение расходов будет вести к понижению нормы процента, а увеличение инвестиций — к повышению её. Но если то, что определяют две эти величины, вовсе не норма процента, а совокупный объём занятости, тогда наш взгляд на механизм экономической системы полностью меняется. Ослабление готовности расходовать предстает в совершенно ином свете, если видеть в нём не фактор, который при прочих равных условиях увеличивает инвестиции, а фактор, который при прочих равных условиях уменьшает занятость.

Приложение к главе 14. О норме процента в «Принципах экономики» Маршалла, «Началах политической экономии» Рикардо и у других авторов
Кейнс отмечает, что Рикардо и его последователи не понимали, что долгосрочное равновесие возможно при различных вариантах процентной политики центрального банка, причём каждому варианту процентной политики соответствует свой уровень занятости, не обязательно равный полной занятости.
Глава 15. Психологические и деловые мотивы предпочтения ликвидности
Спрос на деньги по мотивам обращения и предосторожности {\displaystyle M_{1}=L_{1}(Y)} зависит главным образом от уровня общей экономической активности и величины дохода и обычно не реагирует на иные воздействия. В то же время спрос на деньги по спекулятивному мотиву {\displaystyle M_{2}=L_{2}(r)} гибко реагирует на изменения нормы процента, задаваемые ценами долговых ценных бумаг. Изменения нормы процента вызываются как колебаниями в количестве денег для спекуляций, так и изменениями в самой функции ликвидности {\displaystyle L_{2}}, основанной на предположениях о будущей политике центрального банка или правительства. Во втором случае под влиянием новостей цены на долговые бумаги и процентные ставки могут меняться «вне всякой связи с активностью рыночных сделок». Количество денег в обращении {\displaystyle M} равно:
Изменение в величине {\displaystyle M} (например, когда правительство печатает деньги для покрытия своих расходов или при либерализации условий банковского кредита) приводит к изменению величины {\displaystyle r}, а через него — к изменению {\displaystyle M_{2}} и {\displaystyle Y}. Распределение прироста наличности между {\displaystyle M_{1}} и {\displaystyle M_{2}} в новом положении равновесия зависит от того, как норма процента влияет на инвестиции, а инвестиции — на доход. Скорость обращения денег по отношению к доходам {\displaystyle V} Кейнс предлагает принять как отношение {\displaystyle Y} к {\displaystyle M_{1}}, а не как отношение {\displaystyle Y} к {\displaystyle M}:
Значение {\displaystyle V} зависит от способа организации промышленности и банковской сферы, обычаев, распределения доходов между классами и издержек хранения денег.
Спрос на деньги по спекулятивному мотиву {\displaystyle M_{2}} зависит не от абсолютной величины нормы процента {\displaystyle r}, а от соотношения текущей нормы процента и связанных с ней ожиданий. Если есть основания полагать, что долговые обязательства переоценены и в будущем их цена снизится, а норма процента соответственно повысится, то ожидание повышения процентных доходов является недостаточным стимулом для покупки переоцененных долговых обязательств. Опасения потерять капитал усиливаются по мере приближения текущей нормы процента к нулю и по отношению к более долгосрочным долговым обязательствам. Успех государственной политики, направленной на понижение долгосрочной процентной ставки до уровня, соответствующего полной занятости, зависит от того, как общественное мнение оценивает процентную ставку (в сравнении со ставкой в других странах) и перспектив сменяемости власти. Норма процента — в значительной степени психологический или, точнее, конвенциональный (англ. conventional) феномен, поскольку её фактический уровень определяется преобладающими ожиданиями о её будущей величине.

Теперь читателю должны быть ясны трудности, мешающие поддержанию эффективного спроса на уровне, достаточно высоком для обеспечения полной занятости; трудности эти проистекают из сочетания конвенциально установленной и весьма устойчивой нормы процента по долгосрочным займам с переменчивой и крайне неустойчивой предельной эффективностью капитала.

Для регулирования ставки процента по долгосрочным обязательствам Кейнс предлагает органам, регулирующим денежное обращение, покупать и продавать на открытом рынке долговые обязательства не только с короткими сроками (как это обычно происходило в то время), но и с длительными сроками. «При наличии особо ненормальных условий» функция ликвидности может принять форму прямой линии — вертикальной или горизонтальной.
В обществе, где нет неопределённости относительно будущей нормы процента, склонность к тезаврации {\displaystyle L_{2}} равна нулю, и справедлива традиционная форма количественной теории денег: {\displaystyle MV=Y=OP}, где {\displaystyle O} — объём текущего выпуска, а {\displaystyle P} — его цена (см. Главу XXI).
Глава 16. Некоторые замечания о природе капитала
Индивидуальное сбережение как отказ от текущего потребления не образует отложенного спроса. Поскольку опыт текущего потребления влияет на ожидания будущего потребления, акт сбережения может понизить не только цены на потребительские товары и потребительский спрос, но и предельную эффективность капитала и инвестиционный спрос. Результат мог бы быть иным, если бы сбережение означало заказ для будущего потребления, хотя и в этом случае откладывание потребления может вести к настолько длительным «окольным» методам производства, что ставка процента превысит их эффективность. Акт сбережения подразумевает стремление к «богатству» как таковому, то есть «возможности потреблять неопределенные предметы в неопределенные моменты времени». Заблуждение о том, что будто бы сбережение содействует инвестициям, «порождается убеждением, будто владельцу богатства нужно капитальное имущество как таковое, тогда как его в действительности интересует ожидаемый доход (англ. prospective yield) от этого имущества. Ожидаемый же доход целиком зависит от ожидания эффективного спроса в будущем в его отношении к будущим условиям предложения. Поэтому, если акт сбережения никак не повышает ожидаемый доход, он и не будет стимулировать инвестиции».
Кейнс склонен рассматривать труд (включая труд предпринимателей) как единственный производительный фактор, действующий при наличии технологии, природных ресурсов, производственного оборудования и эффективного спроса. Капитал же, не будучи производительным, приносит доход сверх своей первоначальной ценности вследствие своей редкости и конкуренции со стороны процента на деньги. Кейнс не согласен с Бём-Баверком в том, что капитал производителен, поскольку он основан на окольных методах производства, то есть затратах времени на производство капитальных благ. Если бы норма процента была равна нулю, то оптимальный промежуток времени между началом производства и датой потребления продукции определялся бы минимальными издержками труда. Поскольку норма процента выше нуля, постольку объём продукции должен уменьшиться так, чтобы выросшая цена покрыла и процент, и потери от менее продолжительных окольных процессов. Если бы норма процента была ниже нуля, то было бы выгодно начинать производство продукции задолго до её потребления, кроме ситуации ожидаемого удешевления технологии или изменения цен.
На практике при стабильной денежной системе «процент за кредит не может быть отрицательным», поэтому, взяв за исходный пункт ситуацию полной занятости, когда предельная эффективность капитала становится отрицательной для любой дополнительной инвестиции, предприниматели будут снижать спрос на рабочую силу до тех пор, пока совокупный объём сбережений не снизится до нуля, то есть пока положительные сбережения одних не уравновесятся отрицательными сбережениями (долгами) других. В таком обществе долгосрочная предельная эффективность капитала была бы равна нулю, а занятость была бы полной только в том случае, если бы фонд капитала, не приносящего проценты, был бы равен сумме богатства, соответствующего совокупной склонности населения к сбережению. Однако снижению нормы процента до нуля (или тем более ниже нуля) препятствуют институциональные и психологические факторы: нулевые издержки на хранение денег, комиссионные за «сведение вместе» заемщиков и кредиторов, неопределённость относительно будущей нормы процента. Накопление богатства в крупных масштабах ведёт к тому, что предельная эффективность капитала падает быстрее, чем может падать норма процента при противодействии институциональных и психологических факторов; поэтому в условиях laissez-faire (когда склонность к потреблению и норма процента не контролируются в общественных интересах) и при данных технических условиях производства более высокий уровень занятости и жизни характерен для общества с меньшим фондом капитала. Если норма процента не может падать так же быстро, как предельная эффективность капитала, чтобы обеспечить полную занятость, то мероприятия государства должны обеспечить такой эффективный спрос и такой рост капитального оборудования, чтобы приближение к точке насыщения не понижало чрезмерно жизненный уровень текущего поколения. Налаженное общество, в котором население не растёт быстро, может снизить равновесный уровень предельной эффективности капитала приблизительно до нуля, достигнув квазистационарного состояния, в котором общественные изменения вытекали бы только из изменений в технологии, вкусах, демографических и институциональных сдвигов.

Если я прав, полагая, что сравнительно легко создать достаточное изобилие капитальных благ, чтобы предельная эффективность капитала опустилась до нуля, то это может быть наиболее разумным способом постепенного избавления от многих нежелательных черт капитализма. Стоит немного подумать, как станет ясно, какие огромные социальные перемены произошли бы в результате постепенного исчезновения нормы прибыли на накопленное богатство. Каждый и при этих условиях мог бы свободно накапливать свой заработанный доход, с тем чтобы израсходовать его позднее. Но каждая отложенная им сумма не росла бы.

Глава 17. Основные свойства процента и денег
Норма процента на деньги играет особую роль при определении уровня занятости, поскольку она представляет собой стандарт, которого должна достигать предельная эффективность капитала. При этом норма процента на деньги играет такую роль не вследствие того, что деньги представляют собой стандарт ценности, а вследствие того, что прибыльность денег как актива снижается наиболее медленно по сравнению с другими активами по мере роста их выпуска: количество денег мало зависит от количества труда, затраченного на их производство. В отличие от других видов активов, деньги сами по себе не приносят никакого дохода, а их премия за ликвидность (то есть за снятие неопределённости относительно будущего) намного превышает издержки на их содержание.

В определённых, часто возникающих обстоятельствах именно эти свойства делают норму процента, особенно если она ниже определённого уровня, нечувствительной даже к значительному увеличению количества денег по отношению к другим формам богатства. Иными словами, после некоторой точки доход от денег, возникающий в силу их ликвидности, не падает в ответ на рост их количества в такой степени, в какой падает доход от других видов активов, когда их количество заметно растёт. (…) Поэтому на верном пути стоят те реформаторы, которые ищут выход в создании для денег искусственных издержек содержания.

Логически можно представить себе другой товар, который формировал бы даже более устойчивые ожидания относительно будущей стоимости жизни, долговых обязательств и выпуска, чем деньги, но маловероятно, чтобы такой товар существовал. В отличие от прочих активов, приносящих ренту, деньги нельзя заменить другим активом в случае, если их меновая ценность возрастает, то есть нельзя понизить прибыльность денег путем их замены на какой-либо другой актив. В этом отношении только земля отчасти похожа на деньги, и в истории известны случаи, когда всеобщее стремление владеть землей делало доходы на землю чрезмерно высокими, что замедляло рост богатства от инвестиций в текущие капитальные активы.

Таким образом, повышение нормы процента на деньги затрудняет выпуск всех предметов, производство которых эластично, будучи при этом не в состоянии стимулировать выпуск денег (производство которых по нашей гипотезе совершенно неэластично) (…) При отсутствии денег и при отсутствии любого другого товара со свойствами денег (мы должны, конечно, допустить и это) нормы процента достигали бы равновесия только в случае полной занятости.

Кейнс возражает Пигу, который утверждал, что реальная заработная плата более устойчива, чем денежная, поскольку при попытке стабилизировать реальную заработную плату, выражая её в натуральной форме, результатом могли бы быть только резкие скачки цен в деньгах. Отталкиваясь от теории Викселля о «естественной норме процента», которая поддерживает устойчивость некоторого уровня цен, Кейнс вводит понятие «нейтральной» или «оптимальной» нормы процента как такой нормы процента, которая обеспечивает полную занятость. «Здесь нет иного средства, как только убедить публику, что „зелёные“ [денежные купюры] — это и есть суть проблемы и что фабрику „зелёных“ (то есть центральный банк) необходимо поставить под государственный контроль».
Глава 18. Новая формулировка общей теории занятости
Сводя воедино свои аргументы, Кейнс выделяет три группы элементов в экономической системе:
- заданные факторы, изменением которых можно пренебречь: достигнутый уровень квалификации и количество имеющегося труда, существующее качество и количество наличного оборудования, применяемая технология, степень конкуренции, вкусы и привычки потребителя, тягость труда различной интенсивности, роль контроля и организации, а также социальной структуры;
- независимые переменные: склонность к потреблению, график предельной эффективности капитала и норма процента;
- зависимые переменные: объёмы занятости и национального дохода (национального дивиденда), выраженные в единицах заработной платы.

Независимые переменные иногда можно свести к:
- трём фундаментальным психологическим факторам (предельная склонность к потреблению, психологическое отношение к ликвидности и ожидание будущего дохода);
- единице заработной платы, определяемой соглашениями между нанимателями и нанимаемыми;
- количеству денег, определяемому центральным банком.

Кейнс ставит задачу установить, от каких элементов главным образом зависит размер занятости и вытекающий из него размер национального дохода в реальной экономической системе, и выбрать среди них те переменные, которыми могут управлять центральные власти. Изменение величины новых инвестиций ведёт (через мультипликатор инвестиций) к изменению уровней занятости и дохода и (через предельную склонность к потреблению) к изменению уровня потребления. Изменение занятости, в свою очередь, ведёт к сдвигу графика предпочтения ликвидности: рост занятости ведёт к росту предпочтения ликвидности и снижению побуждения к инвестированию. Таким образом, элементы экономической системы противодействуют друг другу, приводя действительный ход вещей в неустойчивое и крайне сложное состояние. При этом неустойчивость системы имеет ограничения, система зачастую колеблется в промежуточной ситуации между полной и минимальной занятостью, сначала в одну, а затем в другую сторону, что проявляется в форме экономических циклов. Кейнс называет четыре причины, по которым система колеблется, но не достигает крайних состояний:
- мультипликатор инвестиций и предельная склонность к потреблению не равны единице, но близки к ней;
- график предельной эффективности капитала умеренно реагирует на изменения в ожидаемом доходе или норме процента;
- умеренные изменения в занятости не ведут к значительным изменениям в денежной заработной плате;
- падение инвестиций ниже уровня, позволяющего замещать капитальные активы, рано или поздно ведёт к росту предельной эффективности; и обратно, рост инвестиций ведёт к снижению предельной эффективности и спаду.

### Книга пятая. Денежная заработная плата и цены
Глава 19. Изменения в денежной заработной плате
Классическая теория исходит из предположения, что снижение денежной заработной платы ведёт к снижению цен на готовую продукцию и повышению спроса на труд до той точки, в которой снижение заработной платы будет компенсировано уменьшением предельной производительности труда вследствие выросшей загрузки оборудования. Однако с точки зрения Кейнса условием для роста занятости является рост эффективного спроса, который в свою очередь зависит от предельной склонности к потреблению, графика предельной эффективности капитала и нормы процента. Если новые инвестиции не будут компенсировать разрыв между доходом и потреблением, то изменения в денежной заработной плате сами по себе не смогут повлиять на объём занятости. Кейнс показывает, что политика гибкой заработной платы и снижение денежной заработной платы не делают экономическую систему саморегулирующейся и не позволяют достичь полной занятости. Гибкая кредитно-денежная политика, в частности увеличение количества денег путём операций на открытом рынке, имеет те же преимущества, что и политика гибкой заработной платы, без свойственных для последней недостатков. Кейнс приходит к выводу, что как для замкнутой системы, так и для открытой системы с плавающими валютными курсами наиболее разумная политика состоит в поддержании устойчивого общего уровня денежной заработной платы (по крайней мере в краткосрочном периоде) — в том числе потому, что её результатом будет относительная устойчивость цен. В долгосрочном же периоде совершенствование техники и технологии заставляет делать выбор между политикой, допускающей медленное падение цен при устойчивой заработной плате, и политикой, допускающей медленное повышение заработной платы при стабильности цен.
Приложение к главе 19. О «Теории безработицы» проф. Пигу
Кейнс пространно критикует работу Пигу, поскольку считает её единственной попыткой точно изложить классическую теорию безработицы. С точки зрения Кейнса, Пигу неявно предполагает, что норма процента всегда приспосабливается к графику предельной эффективности капитала, что гарантирует постоянную полную занятость.
Глава 20. Функция занятости
Функция занятости выражается в единицах заработной платы и обратна к функции совокупного предложения. Функция занятости связывает величину эффективного спроса с величиной занятости, при которой цена предложения продукции равна цене спроса на неё. Функция занятости более пригодна для анализа промышленности в целом, чем кривая предложения, поскольку позволяет увязать между собой кривую спроса, зависящую от доходов, и кривую предложения, зависящую от объёма выпуска. Каждому уровню эффективного спроса, измеряемого в единицах заработной платы, соответствует определённый объём общей занятости, который распределяется между отраслями. Если эластичность выпуска в отрасли равна 0, то весь прирост эффективного спроса образует прибыль предпринимателей, а если эластичность равна 1, то весь прирост спроса будет поглощён первичными издержками. Вопреки классической теории, Кейнс полагает, что предложение труда определяется величиной не реальной, а денежной заработной платы, и занятость можно повышать увеличением совокупных денежных расходов. При этом в ответ на изменение денежных расходов будут меняться и объём занятости (производства), и цены — в пропорции, которая устанавливается показателями эластичности. Изменения в величине и структуре эффективного спроса могут как увеличивать, так и уменьшать занятость в зависимости от того, направляются ли они на товары с низкой или высокой эластичностью занятости. При прочих равных условиях (таких, как количество избыточных производственных мощностей и запасов) инвестиционные товары имеют большую эластичность занятости, чем потребительские, поскольку для них меньше период производства — количество времени от момента предупреждения об изменении спроса до момента изменения занятости. Наличие избыточных мощностей и запасов ведёт к тому, что на первых порах объём занятости быстро меняется, цены теряют свою стабильность, а предприниматели, имеющие избыточные мощности и запасы, получают дополнительные выгоды. Если денежные расходы продолжают расти и после достижения полной занятости, то это приведёт к инфляции, но не росту занятости, в то время как сокращение эффективного спроса ведёт как к дефляции, так и к сокращению занятости.
Глава 21. Теория цен
Кейнс считает неверным разделение экономической науки на теорию ценности и распределения с одной стороны и теорию цен — с другой. На самом деле экономическая наука подразделяется на теорию отдельных отраслей или фирм, в которой должны рассматриваться распределение факторов производства между различными способами их использования и их вознаграждения, и теорию производства и занятости в целом. В теории отраслей и фирм мы не имеем дела с особенностями денег, но для определения объёмов производства и занятости в целом нам необходима полная теория денежной экономики. В теории отраслей и фирм мы имеем дело со стационарным равновесием, а в теории производства и занятости в целом — с подвижным, при котором меняющиеся ожидания относительно будущего оказывают влияние на настоящее. Важность денег состоит в том, что они являются связующим звеном между настоящим и будущим. Если брать не отдельную отрасль, а производство в целом, то уровень цен в нём отчасти определяется размерами вознаграждений факторов производства, входящих в состав предельных издержек, а отчасти — масштабами производства, то есть (при данных технике и технологии) уровнем занятости. В отличие от отдельной отрасли, производство в целом зависит от изменения эффективного спроса, вызванного изменением количества денег. Основываясь на упрощённых предпосылках, количественную теорию денег можно свести к утверждению, что до достижения полной занятости факторов производства увеличение количества денег увеличивает занятость без изменения единицы заработной платы и уровня цен, а после достижения полной занятости — увеличивает единицу заработной платы и уровень цен без изменения занятости.
В действительности предпосылки усложняются пятью факторами, вследствие которых увеличение эффективного спроса частично затрачивается на рост занятости ресурсов, а частично — на рост цен:
1. Эффективный спрос не меняется в точной пропорции с количеством денег. В упрощенном случае увеличение количества денег понижает норму процента (график предпочтения ликвидности), что увеличивает инвестиции (график предельной эффективности капитала), которые увеличивают эффективный спрос (мультипликатор инвестиций). Однако факторы 2—5 усложняют эту простую картину.
2. Ресурсы не однородны, поэтому их доходность убывает, а издержки производства и цены предложения растут независимо от изменений в единице заработной платы.
3. Эффективность ресурсов различается, поэтому предложение некоторых товаров станет неэластично уже тогда, когда ещё не заняты ресурсы, пригодные для производства других товаров, в этих «узких местах» цены могут быстро расти в коротком периоде.
4. Единица заработной платы начинает расти до достижения полной занятости.
5. Вознаграждения факторов производства, входящих в предельные издержки, меняются не в одинаковой пропорции.

Кейнс представляет свои тезисы в математическом виде, но отмечает, что крупный дефект формального экономического анализа состоит в том, что он исходит из взаимной независимости переменных, и когда оказывается, что он не в состоянии учесть сложные взаимозависимости действительного мира, он теряет всякое значение.
В долгосрочном периоде влияние количества денег на цены состоит в том, что
- при избытке свободного остатка денег относительно психологического предпочтения ликвидности и величины национального дохода норма процента падает, снижая этот остаток и повышая эффективный спрос и уровень цен,
- а при недостатке свободного остатка денег норма процента, напротив, растёт, повышая остаток, при этом, как правило, цены не снижаются, увеличивая долговое бремя, а возникают дополнительные средства для увеличения количества денег (например, банковские деньги).

Поэтому применительно к очень продолжительным периодам времени цены, как правило, растут. В XIX веке график предельной эффективности капитала позволял совмещать психологически приемлемую норму процента (5 %, по первоклассным бумагам — 3,5 %) с достаточным уровнем занятости и относительной стабильностью цен, однако во времена Кейнса этот график опустился гораздо ниже, войдя в противоречие с психологически приемлемой нормой процента: «Джон Булль может перенести многое, но только не двухпроцентную ставку». Кейнс высказывает сомнение, что нормы процента, достаточно низкой для терпимого уровня занятости, можно добиться только изменениями количества денег. Он считает, что долгосрочное отношение между национальным доходом и количеством денег будет зависеть от предпочтения ликвидности, а динамика цен — от изменения единицы заработной платы в сравнении с темпами роста производительности.

### Книга шестая. Краткие заметки в связи с общей теорией
Глава 22. Заметки об экономическом цикле
По мнению Кейнса, экономический цикл вызывается колебаниями предельной эффективности капитала, осложнёнными и усиленными сопутствующими циклическими изменениями в других важных переменных экономической системы. Циклическое движение системы означает, что вызывающие его силы накапливаются и усиливают друг друга — например, в сторону подъёма, затем они начинают ослабевать, в то время как накапливаются и взаимно активизируются силы, действующие в сторону спада. Общая теория должна объяснить, почему при заметной регулярности в движении цикла, для кризиса, как перехода от подъёма к спаду, характерна внезапность и резкость, не свойственная для перехода от спада к подъёму. По мнению Кейнса, основное объяснение кризиса следует искать не в росте процента вследствие роста спроса на деньги, а во внезапном падении предельной эффективности капитала вследствие резкого ухудшения ожиданий участников рынка относительно будущей доходности капитальных товаров в ситуации, когда капитальные товары и так находятся в относительном избытке, а издержки их производства выросли. Поскольку участниками организованных инвестиционных рынков являются непрофессионалы и спекулянты, то смена чрезмерного оптимизма паникой приобретает катастрофическую силу. Крах предельной эффективности капитала, в свою очередь, ведёт к резкому росту предпочтения ликвидности и нормы процента и падению объёма инвестиций. В такой момент никакое снижение нормы процента, осуществляемое финансовыми органами, не будет достаточным, поскольку на самом деле необходимо поднять предельную эффективность капитала, зависящую от психологии делового мира, то есть от восстановления доверия, истечения срока службы накопленного капитального оборудования и истощения избыточных запасов, на что требуется некоторый период времени. Этот период времени составлял во времена Кейнса 3—5 лет, что определяло периодичность циклов. Кейнс пишет, что этот период может меняться в зависимости от нормального срока службы оборудования и темпов экономического роста. Кейнс прогнозирует увеличение этого периода при переходе от роста населения к его сокращению. Падение предельной эффективности капитала ведёт и к падению склонности к потреблению, поскольку сокращает богатство тех, кто участвует в биржевых инвестициях, особенно если они пользуются заемными средствами. Кейнс делает вывод, что небезопасно оставлять в частных руках регулирование объёма текущих инвестиций.
Решение проблемы безработицы Кейнс видит в действиях по двум направлениям — в общественном контроле за величиной инвестиций и мероприятиях, направленных на повышение склонности к потреблению. Он отмечает, что попытки избежать бумов путем завышения нормы процента подобны лекарствам, которые излечивают болезнь, убивая пациента. Средствами борьбы с экономическими циклами и поддержания «квазибума» являются перераспределение доходов и других средств, ведущее к увеличению склонности к потреблению, и поддержание низкой нормы процента. Кризис 1929 года в США был вызван не тем, что инвестиции уже были избыточными и доходы от них не покрывали издержки возмещения, а тем, что чрезмерный оптимизм инвесторов создал завышенное ожидание доходности от инвестиций в соотношении с тогдашней нормой процента.
Глава 23. Заметки о меркантилизме, законах против ростовщичества, деньгах, оплаченных марочным сбором, и теориях недопотребления
Кейнс разбирает взгляды меркантилистов и фритредеров. Меркантилисты выступают за протекционизм во внешней торговле и поддержание активного торгового баланса, а фритредеры — за свободу внешней торговли и международное разделение труда. Кейнс обращается к взглядам меркантилистов. Правительство, которое стремится увеличить богатство страны, побуждает общество к внутренним инвестициям, заботясь о норме процента, и к иностранным инвестициям (включая накопление драгоценных металлов), заботясь о балансе внешней торговли. В ситуации, когда единица заработной платы и предпочтение ликвидности стабильны, а крупные иностранные займы и прямое владение зарубежным богатством редки, поддержание активного торгового баланса (и связанный с ним приток драгоценных металлов в страну) служит сразу обеим целям — увеличению иностранных инвестиций и понижению внутренней нормы процента. Успех такой политики ограничен тем, что чрезмерные внутренние инвестиции могут привести к росту единицы заработной платы (и издержек производства) и падению активного баланса, и тем, что снижение внутренней нормы процента относительно нормы процента за границей может привести к утечке драгоценных металлов в виде кредитов иностранным заёмщикам. По мнению Кейнса, первое произошло с Испанией в конце XV и XVI веках, а второе — с Великобританией перед Первой мировой войной. Элемент научной истины в учении меркантилизма состоит в их политике активного торгового баланса, которая не сводится к протекционизму. Ранние меркантилисты противились торговым ограничениям: в некоторых особых условиях свобода торговли может содействовать активному балансу. Рекомендации меркантилистов носят национально ограниченный характер и не применимы к миру в целом, однако они делают ясной ошибочность доктрины laissez-faire, когда вместо того, чтобы использовать платёжный баланс для поддержания нормы процента на уровне, необходимом для полной занятости, используют норму процента, чтобы защитить платёжный баланс. Классическая теория много сделала с точки зрения теории отдельной фирмы и распределения продукта при данной занятости ресурсов, но проигрывает меркантилистам с точки зрения искусства государственного управления экономической системой в целом и обеспечения оптимальной занятости всех ресурсов. Кейнс детально рассматривает взгляды меркантилистов с опорой на двухтомник «Меркантилизм» профессора Хекшера. Кейнс считает, что законы против ростовщичества, распространённые в древности и Средневековье, должны были удерживать на возможно низком уровне норму процента, чтобы повысить шансы на помещение сбережений в новые инвестиции, а не в долговые обязательства.
По мнению Кейнса, Сильвио Гезелл подошёл наиболее близко к идеям Общей теории, несмотря на недостаточный и интуитивный характер его аргументации, вследствие чего из академических экономистов его поддержал только Ирвинг Фишер. Гезелл ясно различает между предельной эффективностью капитала и нормой процента и отмечает, что рост реального капитала зависит от нормы процента. Владение деньгами требует ничтожных издержек на их хранение, а норма процента устойчива на протяжении веков и зависит от постоянных психологических факторов. Однако Гезелл не объясняет, почему норма процента всегда положительна, он не понял предпочтения ликвидности; норму процента он понял только наполовину. Рекомендации Гезелла отвечают практическим потребностям, хотя они и неосуществимы в предложенной им форме. Для снижения нормы процента (в идеале до нуля) и повышения привлекательности реальных инвестиций Гезелл предлагает ввести так называемый «марочный сбор», то есть плату за владение деньгами, например, в виде марок, которые должны ежемесячно покупаться и наклеиваться на денежные знаки. Однако Гезелл не учёл, что премия за ликвидность присуща не только деньгам, и что в случае введения марочного сбора их место заняли бы другие ликвидные активы (долговые обязательства, иностранная валюта, драгоценные металлы и т. д.). О работе Гезелла «Естественный экономический порядок» Кейнс пишет:

Несмотря на одеяния пророка, в которые Гезелла облачают его последователи, основная его работа написана сухим, научным языком, хотя она от начала до конца пронизана более страстной, более эмоциональной приверженностью к социальной справедливости, чем это, как считают, подобает ученому. Та часть работы, которая почерпнута у Генри Джорджа, хотя и является, несомненно, важным источником силы движения, представляет собой в общем-то второстепенный интерес. Цель книги в целом может быть описана как учреждение антимарксистского социализма, как реакция против laissez-faire, построенная на совершенно иных теоретических основах, не похожих на те, что можно найти у Маркса. Эта реакция основывалась на отрицании, а не на принятии классического подхода, на поощрении конкуренции, а не на её отмене. Я верю, что будущее возьмёт от духа Гезелла больше, чем от духа Маркса. Читатель может обратиться к предисловию к «Естественному экономическому порядку», чтобы удостовериться в моральных качествах Гезелла. Я думаю, что ответ на марксизм можно найти на путях, указанных в этом предисловии.
Оригинальный текст (англ.)In spite of the prophetic trappings with which his devotees have decorated him, Gesell’s main book is written in cool, scientific language; though it is suffused throughout by a more passionate, a more emotional devotion to social justice than some think decent in a scientist. The part which derives from Henry George, though doubtless an important source of the movement’s strength, is of altogether secondary interest. The purpose of the book as a whole may be described as the establishment of an anti-Marxian socialism, a reaction against laissez-faire built on theoretical foundations totally unlike those of Marx in being based on a repudiation instead of on an acceptance of the classical hypotheses, and on an unfettering of competition instead of its abolition. I believe that the future will learn more from the spirit of Gesell than from that of Marx. The preface to The Natural Economic Order will indicate to the reader, if he will refer to it, the moral quality of Gesell. The answer to Marxism is, I think, to be found along the lines of this preface.

## Отзывы и критика
С самого начала среди экономистов возникла оживленная полемика относительно Общей теории. В 1937 году Кейнс выпустил статью под названием «Общая теория занятости», в которой он дал короткий ответ критикам и постарался обратить их внимание на те стороны Общей теории, которые, как он посчитал, прошли мимо их внимания — прежде всего на понятие «неопределённости».
Пол Самуэльсон так отозвался о работе Кейнса.

Общая  теория — ужасно написанная книга, она плохо организована. Она полна иллюзий и путаницы. Сама кейнсианская теория в ней изложена неясно. Вспышки озарений и интуиции перемежаются со скучнейшей алгеброй. Когда в конце концов её одолеешь, то оказывается, что анализ в ней очевиден и в то же время нов. Короче говоря, это работа гения.
— Paul A. Samuelson "Lord Keynes and the General Theory"

## Влияние на экономическую науку
Общая теория входит в число великих книг западной цивилизации по версии Энциклопедии Британника.

## Список литературы
На русском языке
- Кейнс Дж. М. Общая теория занятости, процента и денег. Избранное. — М.: Эксмо, 2007. — 960 с. — ISBN 978-5-699-20989-7.
- Кейнс Дж. М. Общая теория занятости, процента и денег. — М.: Государственное издательство иностранной литературы, 1948. — 399 с.
- Должно ли государство вмешиваться в экономику (отрывки из книги «Общая теория занятости, процента и денег») // Джон Кейнс. Впечатления о Советской России. Должно ли государство управлять экономикой. — М.: Алгоритм, 2015. — 224 с. — ISBN 978-5-906798-59-6.
- Розмаинский И. В. Роль мотива предосторожности в теории Кейнса и концепция суррогатных средств накопления // Terra Economicus. — 2013. — Т. 11, № 1. — С. 30—38.

На английском языке
- An Encyclopedia of Keynesian Economics / Thomas Cate (ed.). — 2nd edition. — Edward Elgar, 2013. — xxiv+680 p. — ISBN 978-1-84980-172-0.
- Cooper, Richard N. The General Theory of Employment, Money, and Interest // Foreign Affairs. — 1997. — Вып. Sep/Oct.
- Hayes, Mark. The Economics of Keynes: A New Guide to the General Theory. — Edward Elgar Publishing, 2008. — 257 p. — ISBN 9781781008683.
- Hansen, Alvin H. A Guide to Keynes. — McGraw-Hill, 1953. — 237 p.
- Hazlitt, Henry. The Failure of the "New Economics". An Analysis of the Keynesian Fallacies. — Ludwig von Mises Institute, 1959. — 458 p.
- Keynes, John M. The Means to Prosperity (англ.). — MacMillan and Co., 1933.
- Keynes, John M. The General Theory of Employment (англ.) // The Quarterly Journal of Economics. — 1937. Русский перевод: Кейнс, Дж. М. Общая теория занятости // Вопросы экономики  / Пер. А. Лаптев. — 1997. — № 5. Архивировано 9 декабря 2014 года.
- Keynes, John M. The General Theory of Employment, Interest and Money // The Collected Writings of John Maynard Keynes. — Cambridge University Press, 2012. — Vol. VII. — 428 p. — ISBN 9781139524278.
- Patinkin, Don. Keynes, John Maynard (1883-1943) // The New Palgrave Dictionary of Economics. — 1987.
- Sheehan, Brendan. Understanding Keynes' General Theory. — Palgrave Macmillan, 2009. — 272 p. — ISBN 9780230220133.
- Villacampa, Alexander. Hazlitt vs. Hansen. Differences in the Analysis of The General Theory of Employment, Interest, and Money. — The Ludwig von Mises Institute, 2006.